# Essener Bürger Bündnis
Das Essener Bürger Bündnis - Freie Wähler (Eigenschreibweise: ESSENER BÜRGER BÜNDNIS - Freie Wähler, kurz: EBB-FW) ist eine kommunale Wählervereinigung in der Stadt Essen in Nordrhein-Westfalen.

## Geschichte
Das EBB-FW wurde am 3. März 2004 gegründet. Gegründet hat der ehemalige Essener Beigeordnete Udo Bayer, der auch das Gründungsprogramm „Essener Bürger Manifest“ verfasst hat und von 2004 bis 2017 Vorsitzender der EBB-Ratsfraktion war. Seit 2004 ist das EBB-FW Mitglied im Landesverband der Freien Wähler NRW. Seit 2021 nennt sich das Bündnis EBB-FW.

## Programmatik
Programmatische Grundlagen des EBB-FW sind neben dem Gründungsmanifest die „ESSENER Erklärung 2009“, die „ESSENER ERKLÄRUNG 2014“ und das „KOMMUNALPOLITISCHE HANDLUNGSPROGRAMM Essen 2020“. Die zentralen Leitgedanken und Zielsetzungen des EBB-FW sind nach eigenen Angaben eine breite politische Partizipation, eine sachorientierte, ideologiefreie und bürgernahe Stadtpolitik, politische Transparenz und die verpflichtenden Politikprinzipien Solidität, Generationengerechtigkeit und ausschließlich am Gemeinwohl orientierte Zukunftsgestaltung.
Das EBB-FW setzt sich für die Konsolidierung der Stadtfinanzen und die Rückführung der Überschuldung ein. Darüber hinaus engagiert sich das EBB-FW für die Stärkung des Wirtschaftsstandortes und setzt sich für eine deutliche Senkung der Langzeitarbeitslosigkeit in Essen ein, die im Gegensatz zu anderen Regionen nur unterdurchschnittlich von dem sich verbessernden Beschäftigungsmarkt in Deutschland profitiere. Das EBB-FW ist für eine stärkere Zusammenarbeit der Städte im Ruhrgebiet. Ferner kritisiert es die Auslagerung vieler städtischer Gesellschaften, deren Kontrolle damit dem Rat der Stadt entzogen worden sei.

## Organisation
Das EBB-FW hat 102 Mitglieder (Stand 9/2024) und ist Mitglied im Landesverband Freie Wähler NRW. Organe des EBB-FW sind die Mitgliederversammlung und der Vorstand. EBB-FW-Vorsitzender ist Joachim Kluft.

## Wahlergebnisse
Bei den XIV. nordrhein-westfälischen Kommunalwahlen am 26. September 2004 wurde das Essener Bürger Bündnis - Freie Wähler mit vier Mitgliedern in den Essener Rat gewählt und erreichte, wie bei den folgenden Kommunalwahlen, Fraktionsstärke.
Das EBB-FW erzielte in den Kommunalwahlen folgende Wahlergebnisse:
- 2004: 4,7 % (10.526 Stimmen);
- 2009: 4,2 % (8.875 Stimmen);
- 2014: 4,3 % (8.914 Stimmen);
- 2020: 2,9 % (6.209 Stimmen).

In acht von neun Bezirksvertretungen ist das EBB-FW mit jeweils einem Mandat gewählt worden. Vorsitzender der EBB-FW-Ratsfraktion ist Kai Hemsteeg.

## Ermittlungen
Im Jahr 2021 wurde bekannt, dass die Staatsanwaltschaft Essen wegen des Missbrauchs von Fraktionsgeldern zu Wahlkampfzwecken ermittelt. Im Rahmen der Ermittlungen kam es auch zu Durchsuchungen der Fraktionsräume. Den Ermittlungen war eine Strafanzeige vorausgegangen, die Vorwürfe wurden von dem Geschäftsführer der Fraktion bestätigt.